# Lågen (Gudbrandsdal)
Lågen (oder Laagen) ist der Name eines wasserreichen Stromes im südlichen Norwegen:
Der Gudbrandsdalen-Lågen im Fylke Innlandet ist einer der beiden Abflüsse des Sees Lesjaskogsvatnet. Er durchströmt das Gudbrandstal und bildet den See Losna und fließt, nachdem er die Nebenflüsse Otta, Vinstra und andere aufgenommen hat, bei Lillehammer in den See Mjøsa. Dessen Abfluss, die Vorma, ergießt sich nach einer Gesamtlänge beider Flüsse von 322 Kilometern in die Glomma.

## Etymologie
Lågen ist das finite Verb von låg (Altnordisch lǫgr m) 'wasser; fluss'. Es bedeutet also „der Fluss“, wobei dieser Begriff einen alten Namen ersetzt haben muss, der mittlerweile unbekannt ist.